# Сухонский (Междуреченский район)
Сухонский — посёлок в Междуреченском районе Вологодской области.
Входит в состав Сухонского сельского поселения, с точки зрения административно-территориального деления — в Сухонский сельсовет.
Расстояние до районного центра Шуйского по автодороге — 19,5 км. Ближайшие населённые пункты — Знаменское, Мотыри, Волташ.
По данным переписи в 2002 году постоянного населения не было.